# 焦山寺 (南皮)
焦山寺，始建于明代，位于河北省沧州市南皮县潞灌乡焦山寺村，1950年前后主体被村民拆做桥梁道路，1967年遗存的焦山寺塔被造反派拆毁。2007年，寺址处挖出一尊明代的真武大帝石像。焦山寺塔仿景县塔修建，清穆宗同治六年（1867）动工，至清穆宗同治八年（1869）竣工，1967年被毁后，塔砖用于建造五七中学，塔顶120公斤的铜帽则被卖给了潞灌张庄副业厂。